# الصديقات (البكاكشة)
الصُّدَيْقَات من دواوير جماعة الغربية من إقليم سيدي بنور في المملكة المغربية. ينتمي الدوّار لمشيخة البكاكشة التي تضم 16 دوار. يقدر عدد سكانه بـ 353 نسمة حسب الإحصاء الرسمي للسكان والسكنى لسنة 2004. وفيها مسقط رأس الشيخ أبي شعيب الدكالي وإليها ينتسب.

## روابط خارجية
- البوابة الوطنية للجماعات الترابية
- المندوبية السامية للتخطيط